# Newé Yam
Newé Yam (hebreiska: Nevé Yam, נוה ים) är en ort i Israel.   Den ligger i distriktet Haifa, i den norra delen av landet. Newé Yam ligger 5 meter över havet och antalet invånare är 206.
Terrängen runt Newé Yam är platt åt sydost, men åt nordost är den kuperad. Havet är nära Newé Yam åt nordväst.Runt Newé Yam är det tätbefolkat, med 570 invånare per kvadratkilometer. Närmaste större samhälle är Haifa, 16,1 km norr om Newé Yam. 